# Anii 1720
Anii 1720 au fost un deceniu care a început la 1 ianuarie 1720 și s-a încheiat la 31 decembrie 1729.